# Paul Stupar
Paul Stupar (Pazin, 27. prosinca 1866. – Beč, 26. siječnja 1928.), hrvatski kontraadmiral u Austro-ugarskoj ratnoj mornarici. Uz Maksimiliana Njegovana, Marka Eugena Florija, Vida von Vončinu, Alojza Vjekoslava Bačića, Artura Catinellija Obradić-Bevilacqua i Marija Augusta Petra Ratkovića von Modruš jedan je od samo sedam Hrvata koji su u Austro-Ugarskoj monarhiji dosegli čin kontraadmirala.

## Životopis
Rođen je u zimu 1866. u Pazinu u Istri. Njegov otac Jakov bio je kancelar na pazinskom dvoru.
Austrijsku akademiju u Rijeci upisao je 1882. i na njoj diplomirao 1886. godine.
Zapovijedao je, između ostalih, brodovima SMS Aspern, SMS Sankt Georg, SMS Babenberg i SMS Erzherzog Friedrich. Konačno, 1. svibnja 1918. promaknut je u čin kontraadmirala.
Sudjelovao je u blokadi Crne Gore tijekom Prvog balkanskog rata, a tijekom Prvog svjetskog rata bio je, između ostalog, zapovjednik vojnih skladišta u Šibeniku, u to vrijeme u činu kapetana bojnog broda.